# Koba Jass
Koba Jass (* 4. Mai 1990 in Riga) ist ein lettischer Eishockeyspieler, der seit 2011 bei Kaszink-Torpedo Ust-Kamenogorsk in der Wysschaja Hockey-Liga unter Vertrag steht. Sein Bruder Māris Jass und sein Cousin Mareks Jass sind ebenfalls professionelle Eishockeyspieler. 

## Karriere
Koba Jass begann seine Karriere als Eishockeyspieler beim ASK/Ogre, für dessen Profimannschaft er von 2007 bis 2009 in der lettischen Eishockeyliga sowie der belarussischen Extraliga aktiv war. Die Saison 2009/10 verbrachte der Flügelspieler bei den Dinamo-Juniors Riga, für die er ebenfalls parallel in Lettland und Belarus spielte. Mit den Dinamo-Juniors gewann er den lettischen Meistertitel. Diesen Erfolg konnte er in der folgenden Spielzeit mit dem HK Liepājas Metalurgs wiederholen, für den er parallel ebenfalls in der belarussischen Extraliga antrat. 
Zur Saison 2011/12 wurde Jass von Kaszink-Torpedo Ust-Kamenogorsk aus der Wysschaja Hockey-Liga verpflichtet. Parallel trat er für dessen zweite Mannschaft in der kasachischen Eishockeymeisterschaft an. 

### International
Für Lettland nahm Jass an der U20-Junioren-Weltmeisterschaft 2009 sowie der Weltmeisterschaft 2012 teil. 

## Erfolge und Auszeichnungen
- 2010 Lettischer Meister mit den Dinamo-Juniors Riga
- 2011 Lettischer Meister mit dem HK Liepājas Metalurgs